# Jewgienij Szaposznikow
Jewgienij Nikołajewicz Szaposznikow, ros. Евгений Николаевич Шапошников (ur. 1 czerwca 1981 w Saratowie) – rosyjski szachista, arcymistrz od 2004 roku.

## Kariera szachowa
W latach 1993–2001 trzykrotnie reprezentował Rosję na mistrzostwach świata juniorów w różnych kategoriach wiekowych, największy sukces odnosząc w 1993 r. w Bratysławie, gdzie zdobył tytuł mistrza świata do 12 lat. W 1999 r. zajął I m. w mistrzostwach Sankt Petersburga, w 2001 r. zdobył tytuł mistrza Rosji juniorów do 20 lat, natomiast w 2002 r. dwukrotnie zwyciężył w kolejnych otwartych turniejach rozegranych w Sankt Petersburgu oraz podzielił I m. (wspólnie z Igorem Zacharewiczem, Wiktorem Kuporosowem i Andriejem Diewatkinem) we Włodzimierzu nad Klaźmą. W tym samym roku wypełnił w Pardubicach (turniej Czech Open) pierwszą normę arcymistrzowską, kolejne dwie zdobył w 2003 r. w Moskwie (turniej Aerofłot Open) oraz w Sankt Petersburgu.
Sukcesy w kolejnych latach:
- 2004 – trzykrotnie I m. w Sankt Petersburgu, I m. w Essen, dz. I m. w Woroneżu (wspólnie z m.in. Stanisławem Wojciechowskim, Walerijem Popowem, Aleksandrem Riazancewem i Wjaczesławem Zacharcowem),
- 2005 – dz. I m. w Saratowie (wspólnie z Jewgienijem Tomaszewskim),
- 2006 – I m. w Samarze, dz. I m. w Kałudze (wspólnie ze Stanisławem Wojciechowskim),
- 2008 – dz. I m. w Kazaniu (wspólnie z Denisem Chismatullinem i Dmitrijem Kokariewem), dz. II m. we Włodzimierzu nad Klaźmą (za Aleksiejem Aleksandrowem, wspólnie z m.in. Dmitrijem Kokariewem).

Najwyższy ranking w dotychczasowej karierze osiągnął 1 października 2004 r., z wynikiem 2578 punktów zajmował wówczas 40. miejsce wśród rosyjskich szachistów.